# Homeplace (Luisiana)

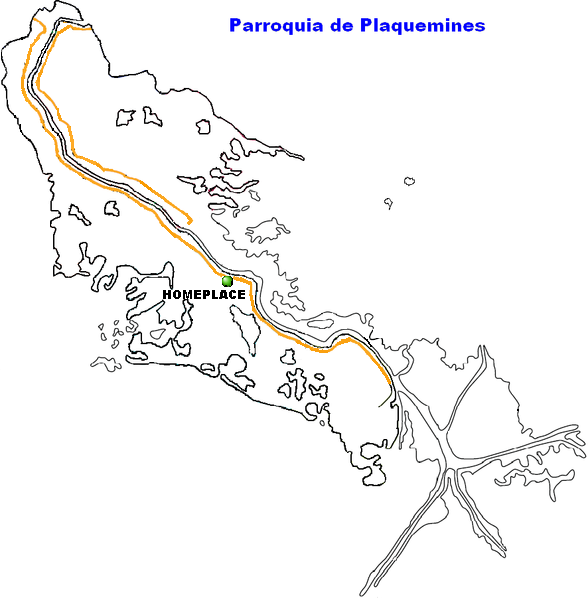
Localización de Homeplace en el mapa de la Parroquia de Plaquemines.

Homeplace es una pequeña localidad ubicada sobre el delta del Misisipi, dentro de la parroquia de Plaquemines, en el estado de Luisiana, Estados Unidos.

## Geografía

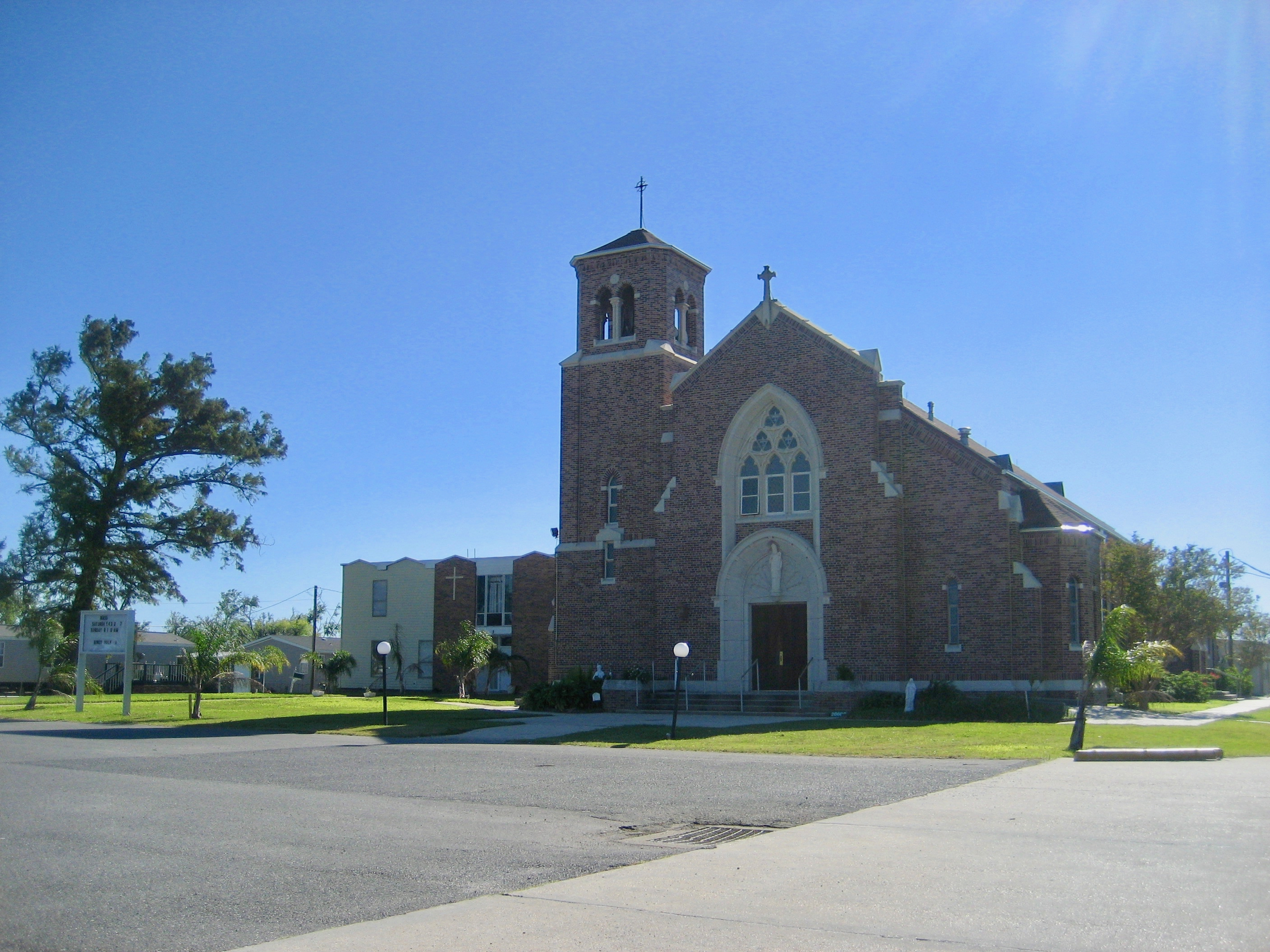
Iglesia en Homeplace.

La localidad de Homeplace se localiza en 29°27′45″N 89°41′00″O / 29.46250, -89.68333. Esta comunidad posee una elevación de un metro por debajo el nivel del mar, convirtiéndola una zona proclive a las inundaciones. Su población se compone de menos de doscientos habitantes. Esta comunidad se localiza a sesenta y ocho kilómetros de Nueva Orleans la principal ciudad de todo el estado, y a 550 kilómetros del aeropuerto internacional más cercano, el (IAH) Houston George Bush Intercontinental Airport.